# Dioctria podagrica
Dioctria podagrica är en tvåvingeart som först beskrevs av Franz Paula von Schrank 1781.  Dioctria podagrica ingår i släktet Dioctria och familjen rovflugor.
Artens utbredningsområde är Österrike. Inga underarter finns listade i Catalogue of Life.